# Екс Скуола ди Санта Луча (Мачерата)
Екс Скуола ди Санта Луча (итал. Ex Scuola di Santa Lucia) насеље је у Италији у округу Мачерата, региону Марке.
Према процени из 2011. у насељу је живело 23 становника. Насеље се налази на надморској висини од 297 м.